# Biscutella laevigata
Biscutella laevigata es una especie de la familia de las brasicáceas.

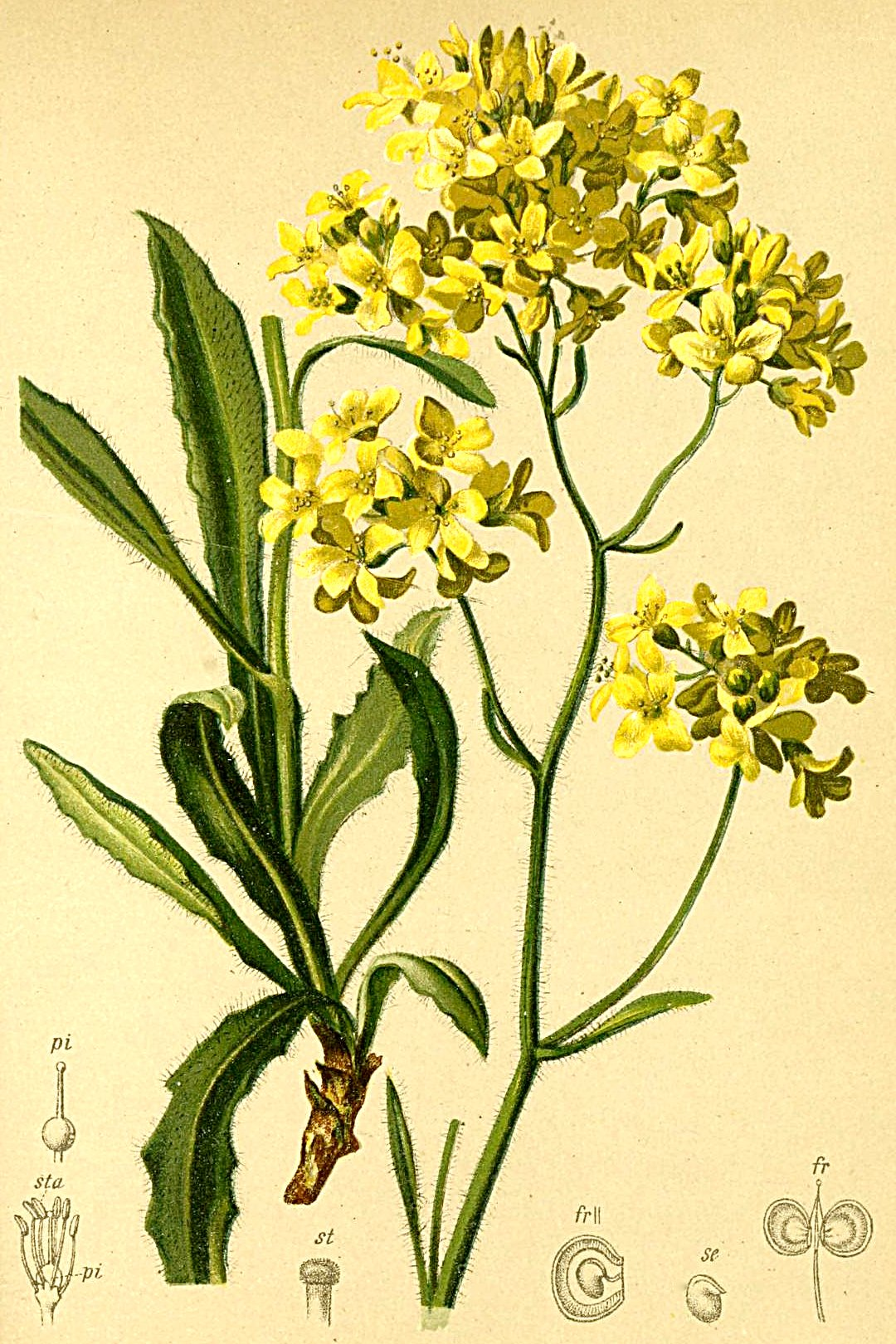
Ilustración

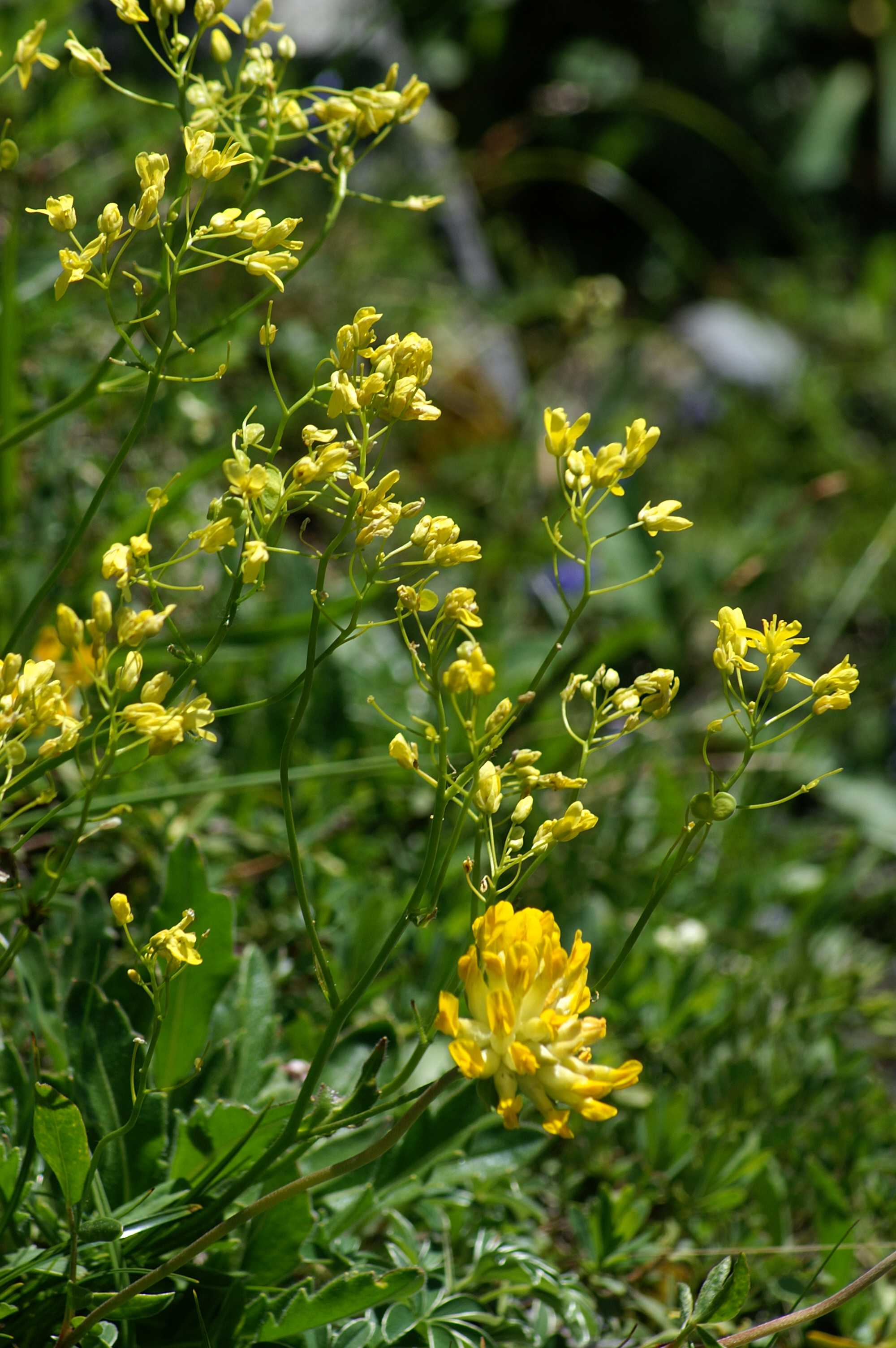
Biscutella laevigata subsp. varia

## Descripción
La hierba de los anteojos (Biscutella laevigata) es una especie  perenne, simple o ramosa de hasta 50 cm o más. Las hojas basales pueden formar una roseta; lineales a ovadas, enteras o dentadas; hojas caulinares más pequeñas, enteras. Flores amarillas, de 5-10 mm de diámetro, en una inflorescencia densa o laxa. Vaina distintiva, mucho más ancha que larga, con dos lóbulos redondeados planos que se dividen con el tiempo. Florece en primavera y verano.

## Hábitat
Habita, en taludes, fisuras de rocas y zonas baldías. 

## Distribución
En gran parte de Europa.

## Taxonomía
Biscutella laevigata fue descrita por Carlos Linneo y publicado en Mant. Pl. Altera 225. 1771
Citología
Número de cromosomas de Biscutella auriculata (Fam. Cruciferae) y táxones infraespecíficos: n=8
Etimología
Biscutella: nombre genérico que deriva del Latín bi= «doble» y scutella = «pequeña copa».
laevigata: epíteto latino que significa "dentada".
Sinonimia
- Biscutella alpestris Waldst. & Kit.
- Biscutella alpicola Jord.
- Biscutella anchusifolia Marz.-Penc. ex Rchb.
- Biscutella angustifolia Timb.-Lagr.
- Biscutella bucsecsii Simonk.
- Biscutella collina Jord.
- Biscutella depressa Thomas ex DC.
- Biscutella glabra Clairv.
- Biscutella longifolia Vill.
- Biscutella lucida Balb. ex DC.
- Biscutella mediterranea var. pivroides (Jord.) Rouy & Foucaud
- Biscutella montenegrina Rohlena
- Biscutella obcordata Rchb.
- Biscutella oreites Jord.
- Biscutella picroides Jord.
- Biscutella riberensis (O.Bolòs & Masclans) Mateo & M.B.Crespo
- Biscutella saxatilis Spreng.
- Biscutella seticarpa Simonk.
- Biscutella spathulata DC.
- Biscutella subspathulata Lam.
- Biscutella tergestina Jord.
- Biscutella timbalii Giraudias
- Biscutella tirolensis (Mach.-Laur.) H.Hess Landolt & Hirzel
- Biscutella valentina var. laevigata (L.) J.Grau & Klingenberg
- Biscutella valentina var. lucida (Balb. ex DC.) Govaerts
- Biscutella valentina var. montenegrina (Rohlena) Govaerts
- Biscutella varia var. collina Rouy & Foucaud
- Crucifera biscutella E.H.L.Krause
- Thlaspidium laevigatum (L.) Medik.[4]

subsp. austriaca (Jord.) Mach.-Laur.
- Biscutella austriaca Jord.
- Biscutella minor Jord.
- Biscutella valentina var. hungarica (Soó) Govaerts

subsp. kerneri Mach.-Laur.
- Biscutella kerneri (Mach.-Laur.) Lawalrée
- Biscutella longifolia subsp. kerneri (Mach.-Laur.) Á.Löve & D.Löve
- Biscutella varia subsp. kerneri (Mach.-Laur. ex Heywood) Peniast.

subsp. varia (Dumort.) Rouy & Foucaud
- Biscutella alsatica Jord.
- Biscutella ambigua var. tenuifolia Bluff & Fingerh.
- Biscutella gracilis (Mach.-Laur.) Lawalrée
- Biscutella varia Dumort.
- Biscutella verna Matih. ex Nyman